# Bobova
Bobova (en serbe cyrillique : Бобова) est un village de Serbie situé sur le territoire de la Ville de Valjevo, district de Kolubara. Au recensement de 2011, il comptait 324 habitants.
Bobova est situé sur les bords de la rivière Kolubara.

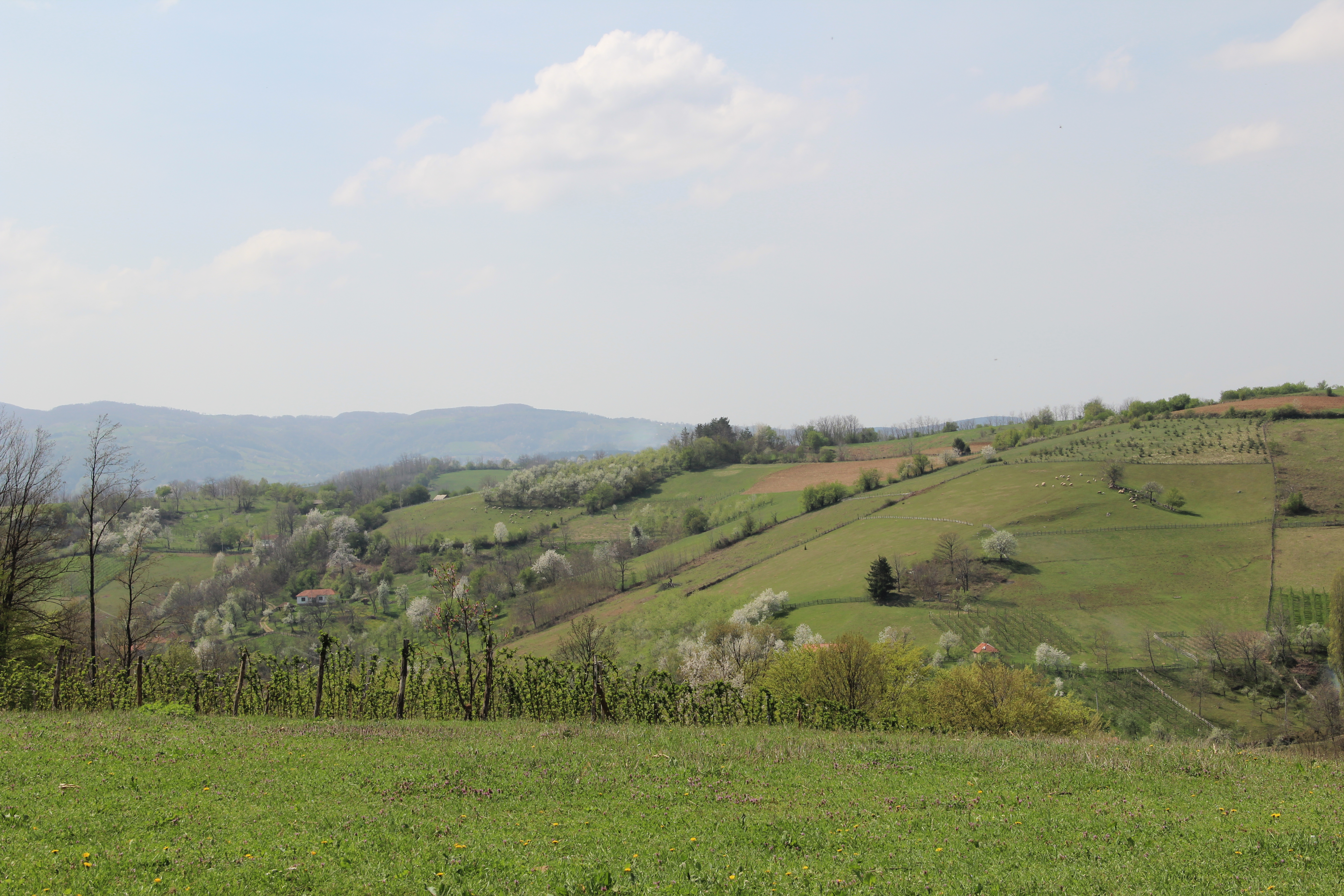
Bobova - panorama
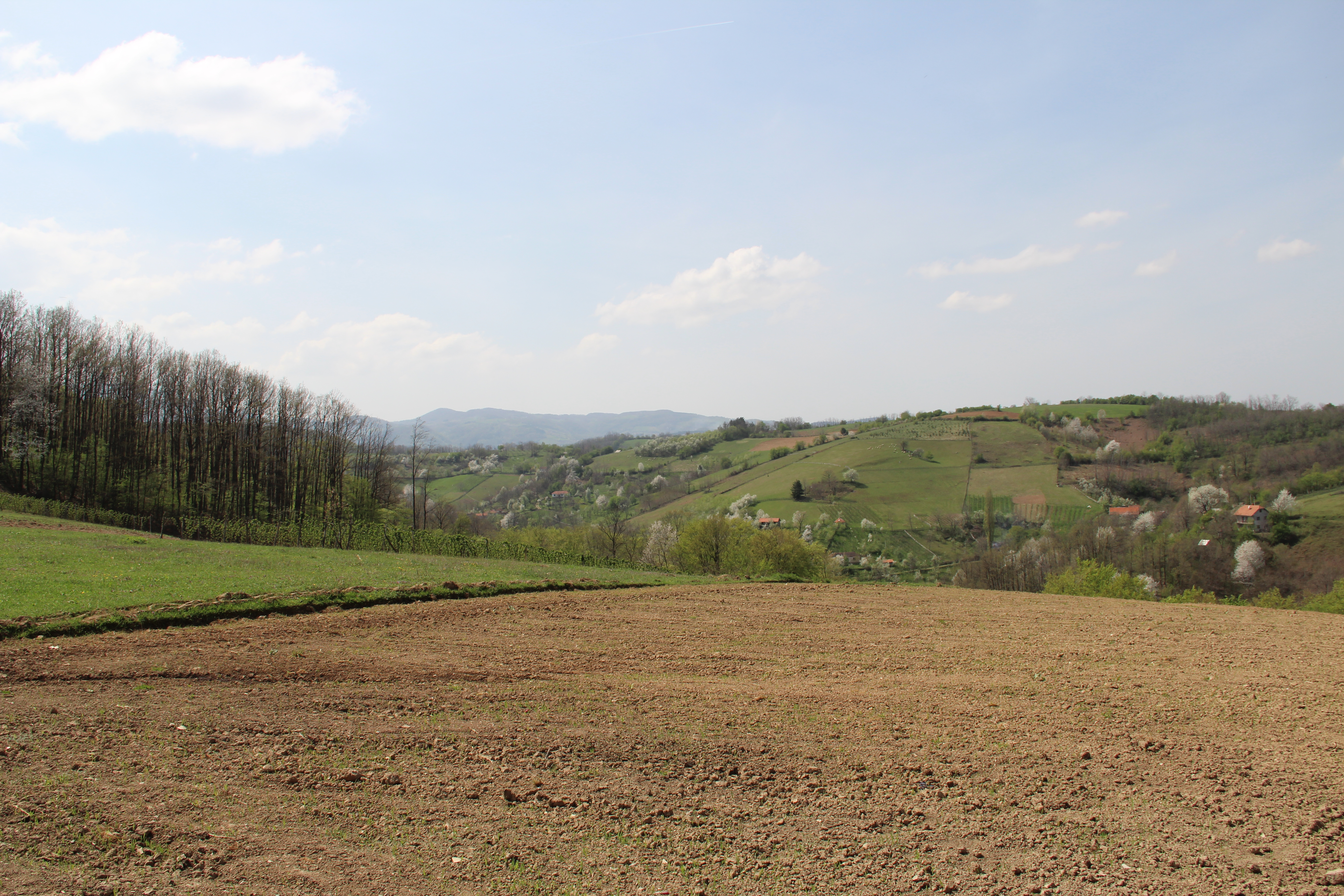
Bobova - panorama
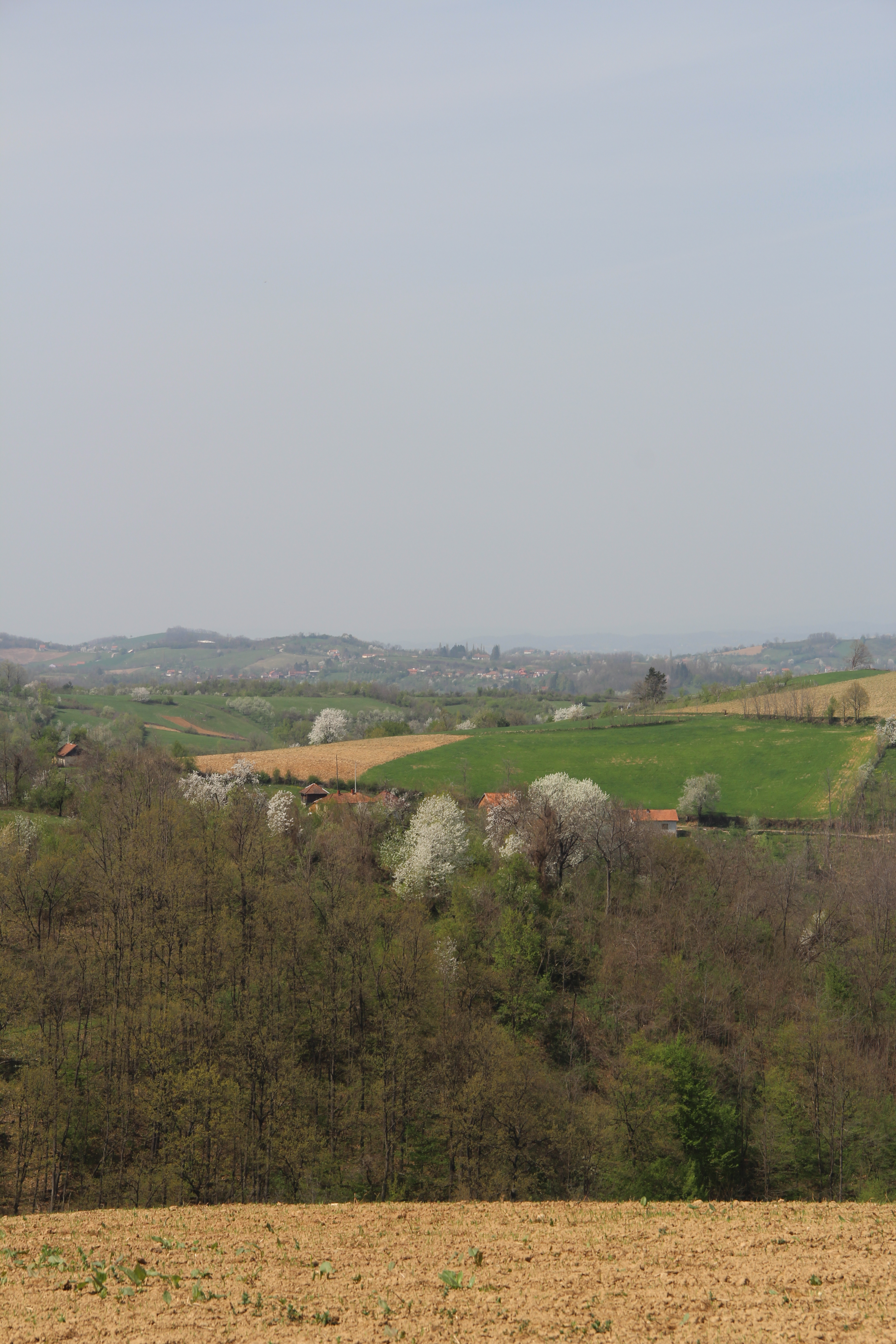
Bobova - panorama
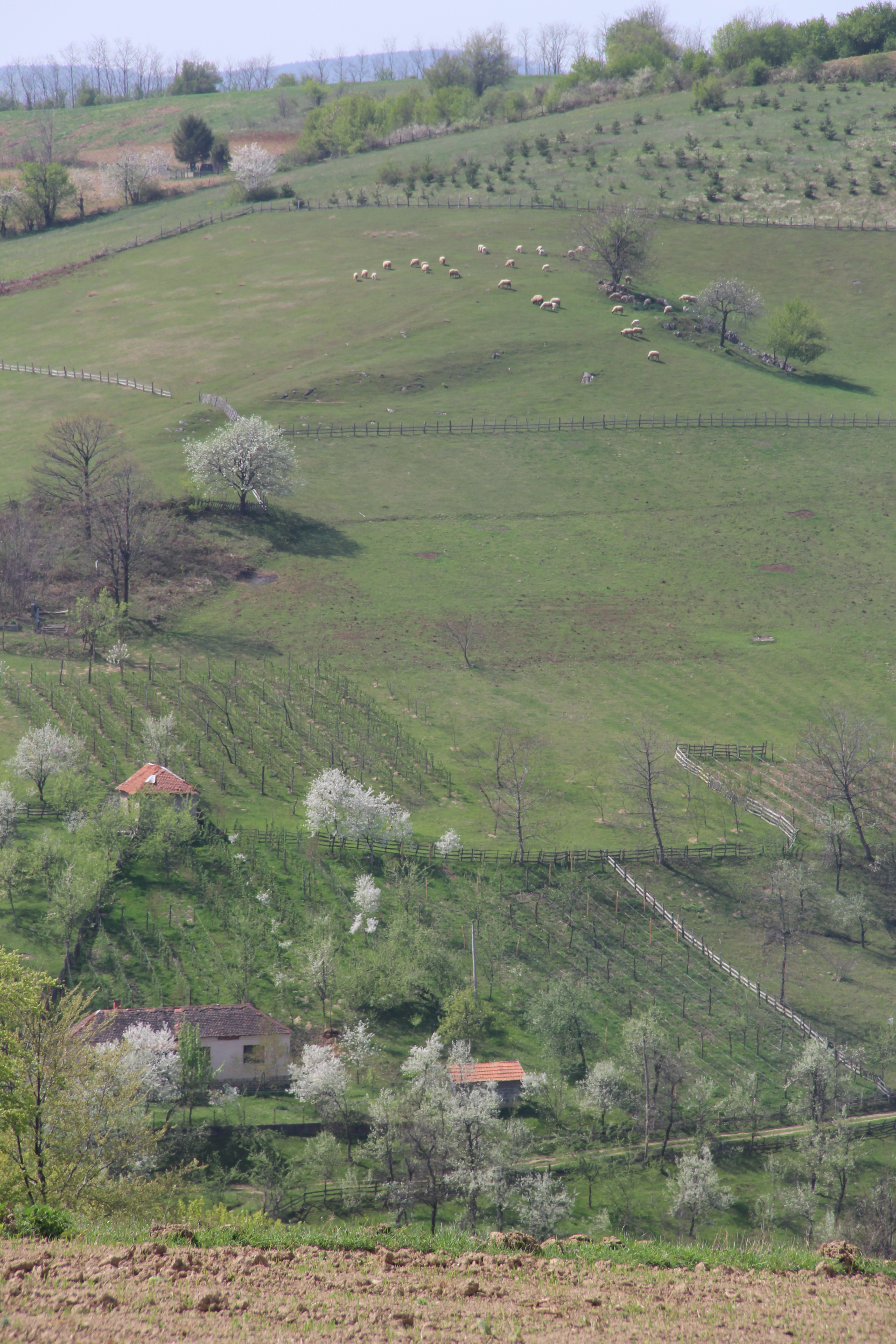
Bobova - panorama
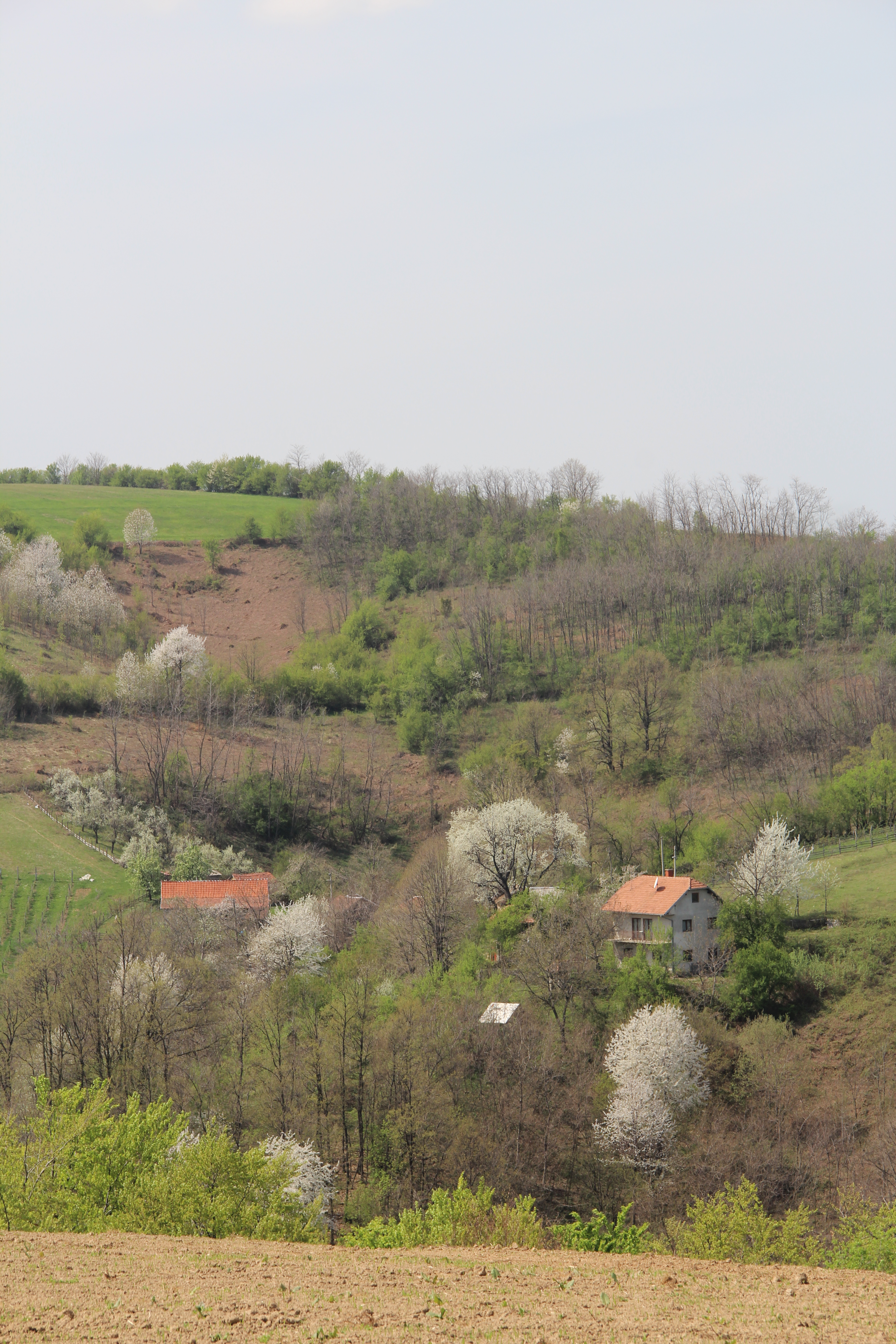
Bobova - panorama
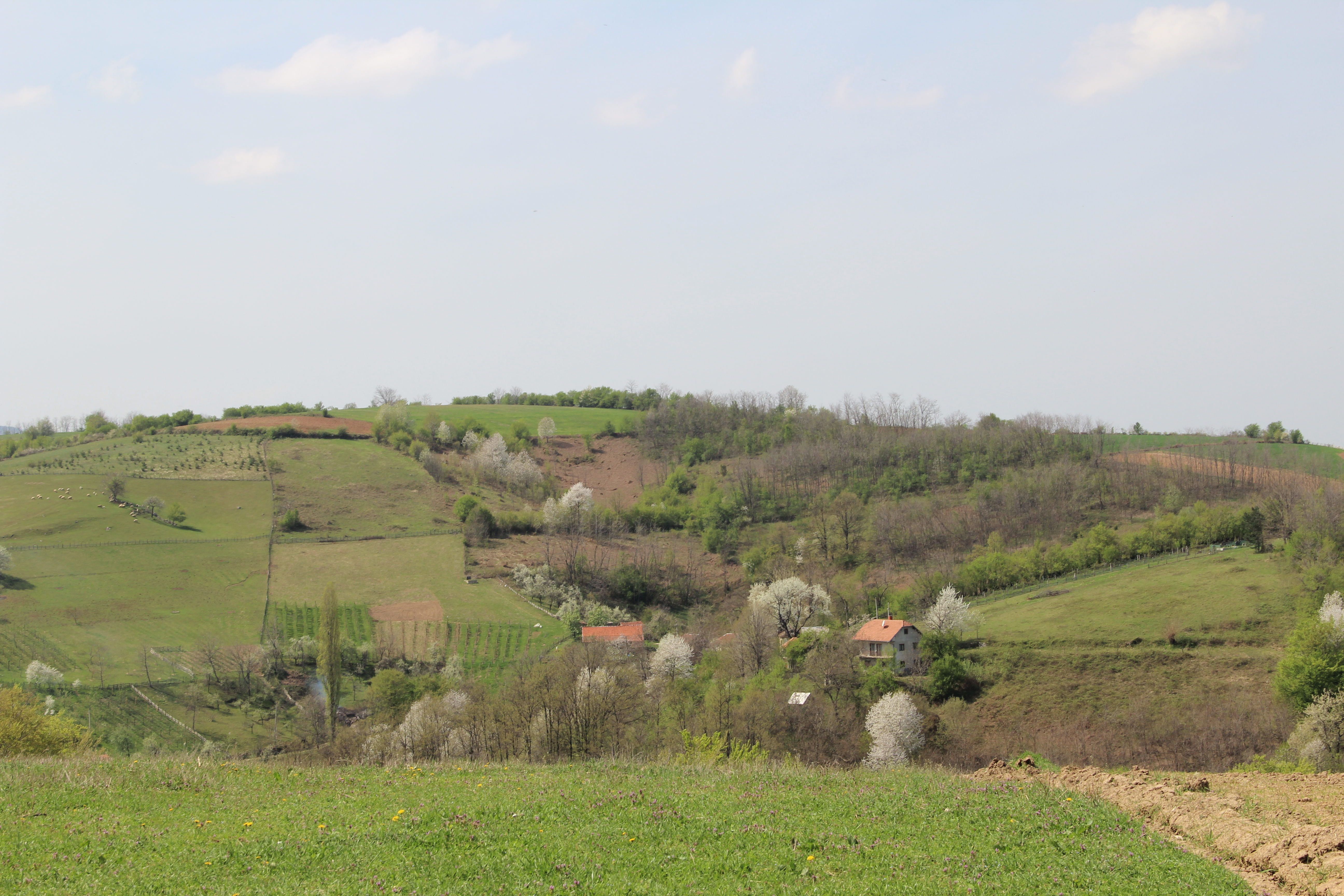
Bobova - panorama
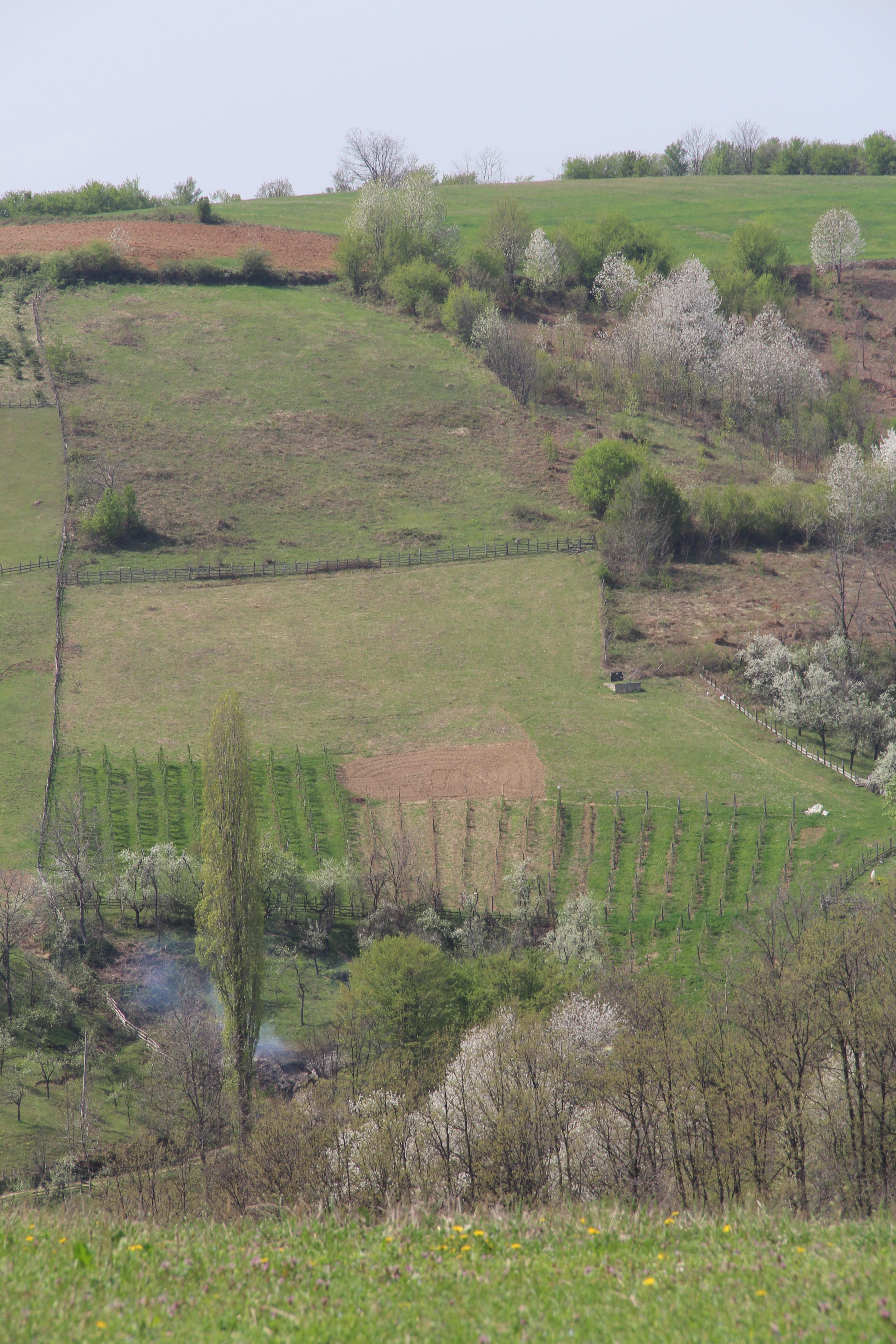
Bobova - panorama
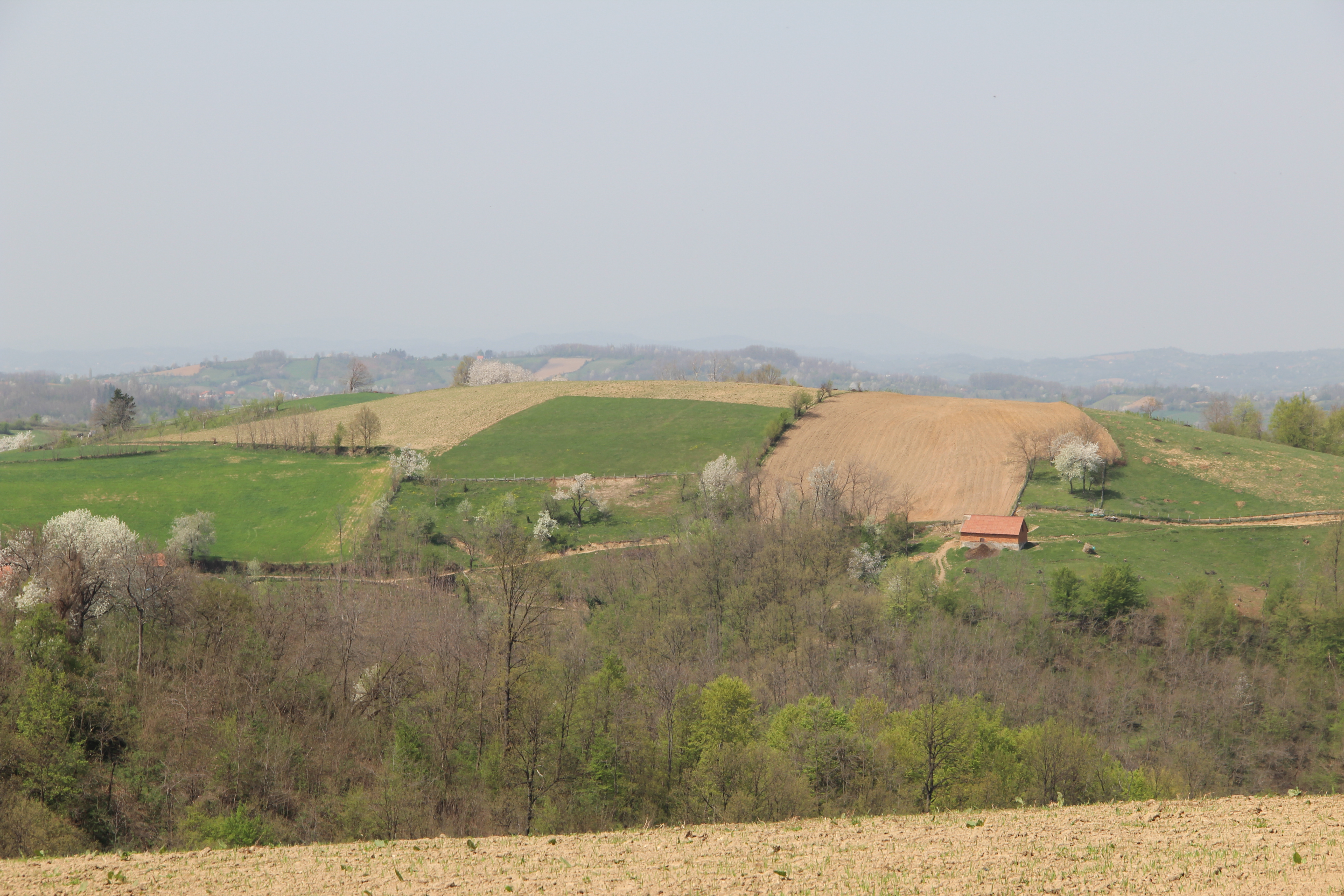
Bobova - panorama

## Démographie

### Évolution historique de la population
| 1948 | 1953 | 1961 | 1971 | 1981 | 1991 | 2002 | 2011 |
| ---- | ---- | ---- | ---- | ---- | ---- | ---- | ---- |
| 879  | 899  | 828  | 691  | 565  | 479  | 391  | 324  |

|  |

## Histoire

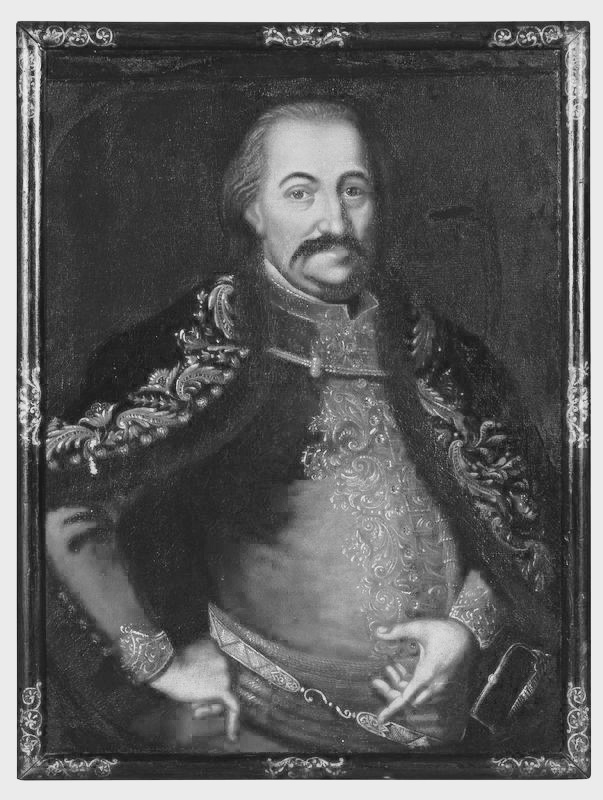
Jovan Simić de Bobova

Le prince Jovan Simić Bobovac (en serbe cyrillique :  Јован Симић Бобовац) est originaire de Bobova. Il est né le 17 août 1775 au manoir de Bobova et mort le 26 juillet 1832 à Bobova. Homme d'État et prince / Knèze sous les ordres du prince souverain et régnant de Serbie - Miloš I Obrenović de 1815 à 1832. Président de la Cour suprême de Serbie de 1823 à 1828. Knèze du département de la région de Valjevo de 1815 à 1832. Politicien et membre éminent et actif du mouvement insurrectionnel contre les occupants turcs en Serbie lors de la première (1804) et de la deuxième révolte serbe (1815). Bobovac fut très proche du prince Miloš I Obrenović de Serbie. A participé activement dans le cadre de l'implantation de l'autonomie accordée à la principauté de Serbie en 1830 et 1832 par l'Empire Ottoman et la communauté internationale.